# Європейська колонізація Америки
Початок європе́йської колоніза́ції Аме́рики, як правило, датується 1492 роком, хоча існує принаймні один приклад ранішої спроби колонізації. Першими відомими європейцями, що досягли Америки, як вважають, були вікінги у XI столітті, які створили кілька колоній в Гренландії і принаймні одне тимчасове поселення «Вінланд» — в Л'Анс-о-Медоуз на острові Ньюфаундленд. Поселення в Гренландії існували впродовж декількох століть, протягом яких норвезькі вікінги мали ворожі контакти з гренландськими норсі і ескімосами. До кінця XV століття поселення гренландських норсі загинули.
В 1492 році іспанська експедиція на чолі з Христофором Колумбом досягла Америки, після чого європейська колонізація розпочала швидко поширюватися спочатку у басейні Карибського моря (включаючи острови Еспаньйола, Пуерто-Рико і Кубу), а з початку XVI століття і рештою Америки. Зрештою вся західна півкуля перейшла під владу європейських держав, що привело до глибоких змін в її природі, населенні, у рослинному і тваринному світі. У XIX столітті вже понад 50 мільйонів осіб залишили Європу задля Америки.

## Початок завоювання, претензії та колонії

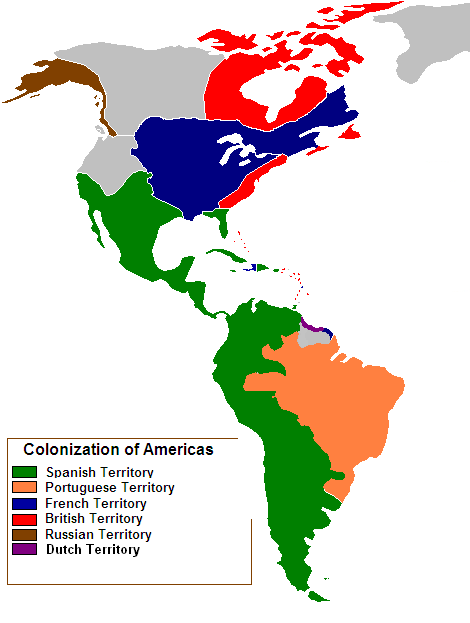
Території в Америці, колонії або претензії великих європейських держав на 1750

У 1494 згідно з Тордесільяським договором, ратифікованим Папою Римським, Іспанія і Португалія поділили весь неєвропейський світ між собою, причому лінія йшла через Південну Америку. Згідно з цим договором іспанці підкорили великі території в Північній, Центральній та Південній Америках. Іспанський конкістадор Ернан Кортес захопив королівство ацтеків, а Франсіско Пісарро завоював імперію інків. В результаті до середини XVI століття іспанська корона отримала контроль над більшою частиною заходу Південної Америки, Центральну Америку та південь Північної Америки, окрім раніше завойованих територій Карибського басейну. В цей же час Португалія колонізувала велику частину східної Південної Америки на схід від лінії Тордесільяського договору, назвавши її Бразилією.
Інші європейські країни незабаром оскаржили умови Тордесільяського договору, в якому вони не брали участі. Англія і Франція намагалися створити колонії в Америці в XVI столітті, але вони зазнали невдачі. Проте протягом наступного століття ці два королівства разом з Голландською республікою заснували кілька постійних колоній. Деякі з них розташовувалися на Карибських островах, що вже були завойовані Іспанією або збезлюдніли через хвороби, тоді як інші розташувалися у східній частині Північної Америки, яка не була колонізована Іспанією, на північ від Флориди.
Перші європейські володіння в Північній Америці: Іспанська Флорида, англійські колонії Вірджинії (з прибережними островами) і Нова Англія, французькі колонії Акадія і Канада, шведська колонія Нова Швеція, і голландська Нові Нідерланди. У XVIII столітті Данія-Норвегія відродили свої колишні колонії в Гренландії, тоді як Російська імперія заснувала поселення на Алясці.
Позаяк дедалі більша кількість країн була зацікавлена у колонізації Америки, конкурентна боротьба за території ставала усе запеклішою. Колоністи часто зіштовхувались із загрозою нападу з боку сусідніх колоній, а також тубільних племен і піратів.

## Початкова державна підтримка колоністів
Перший етап європейської активності в Америках розпочалося з атлантичного переходу Христофора Колумба (1492—1504) за кошти Іспанії у пошуках нового шляху до Індії і Китаю. За ним були інші дослідники, як Джон Кабот, який відкрив Ньюфаундленд і був споряджений Англією. Педру Алваріш Кабрал досліджував Бразилію від Португалії. Амеріго Веспуччі працював від Португалії з 1497 до 1513 і встановив, що Колумб знайшов новий континент. Сьогоднішні картографи використовують латинізовану версію його імені, Америка, для позначення двох континентів. Серед інших дослідників були Джованні да Верраццано від Франції, португалець Жуан Ваш Корте-Реал, Самюель де Шамплен (1567—1635), який досліджував Канаду. 1513 року Васко Нуньєс де Бальбоа перетнув Панамський перешийок та привів першу європейську експедицію до Тихого океану, приєднавши всі прилеглі землі до Іспанії.

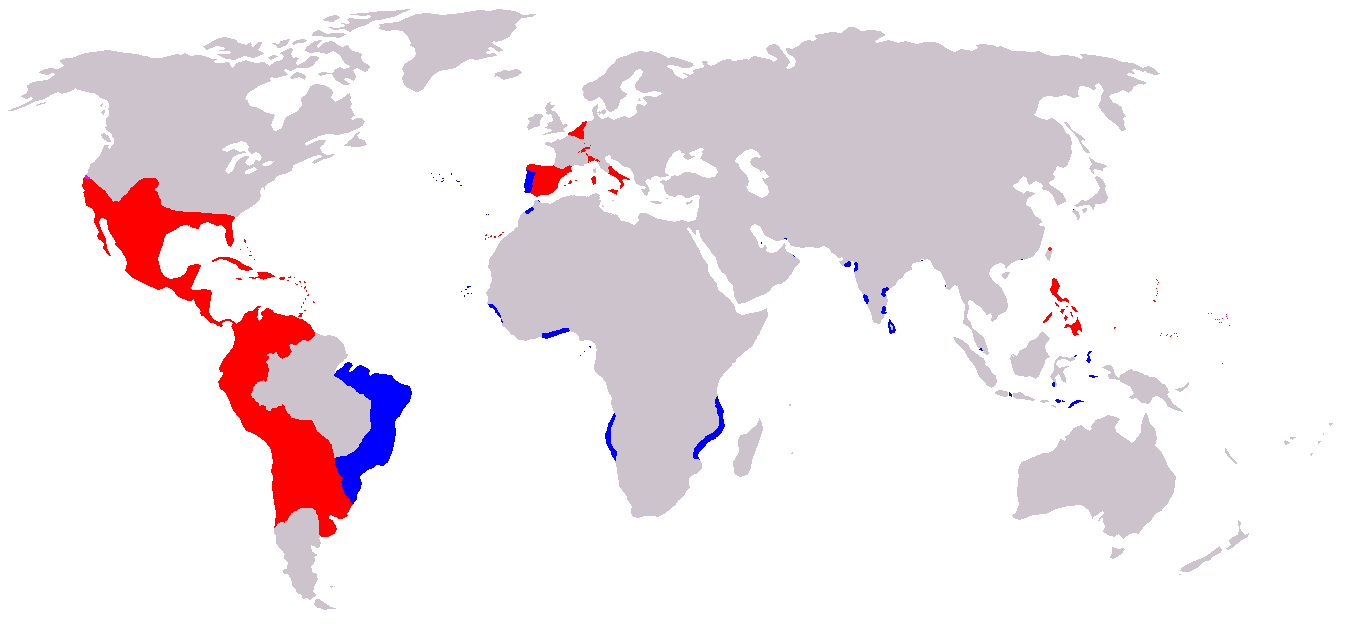
Іспанська і Португальська імперії під час їхньої унії (1581—1640).

Ці дослідження супроводжувалися, зокрема, як у випадку з Іспанією, цілим етапом завоювань: іспанці, щойно закінчивши реконкісту Іспанії від ісламу, першими колонізували Америку, застосувавши ту ж модель управління, що була в Аль-Андалус. Через десять років після відкриття Колумба владу на Гаїті отримав Ніколас де Овандо з ордену Алькантара, заснованого під час Реконкісти. Як і на Піренейському півострові, мешканців Гаїті надали новим землевласникам, а релігійний орден урядував. Поступово запровадили систему енком'єнда, яка надавала землю європейським поселенцям.
Відносно велике непорозуміння полягає в тому, що невелика кількість конкістадорів завоювали великі території завдяки лише епідеміям хвороб та своїм могутнім кабальєро. Недавні археологічні розкопки наводять на думку про чисельні іспансько-індіанські альянси. Разом з кіннотою та різноманітними знаряддями, як, наприклад, зброя для облоги, іспанські конкістадори використовували розбіжності серед місцевих етнічних груп та застосовували їх з власними силами. Але навіть з цими резервами, в європейців все ще були великі труднощі, засновуючи колонії або ініціюючи мирні договори, як це видно з Арауканської та Другої Семінольської воєн, війни Червоної Хмари та Повстання Понтіака. Ернан Кортес зрештою завоював Мексику і Тласкалу у 1519—1521, в той час як 40,000 інків-ренегатів (відступників) на чолі з Франсіско Пісарро завойовували Імперію інків у період між 1532 та 1535.
За перші півтора століття після подорожі Колумба корінне населення Південної та Північної Америки зменшилось приблизно на 80 % (від близько 50 млн в 1492 році до 8 млн у 1650 році), переважно, через спалахи захворювань з Старого світу, але часто і через вбивства та примусову працю (міта — форма примусової праці відновлена в Імперії інків, текітл — в Імперії ацтеків). Конкістадори замінили корінних американських олігархів, зокрема, через змішані шлюби з представниками місцевої еліти. 1532 року імператор Священної Римської імперії Карл V ввів посаду віцекороля Мексики, яку зайняв Антоніо де Мендоса, щоб запобігти відновленню незалежності в землях, завойованих Кортесом. Через два роки Карл V підписав Нові Закони (які замінили Бургоські закони 1512 року), що забороняли рабство та репартім'єнто (розподіл земель, місцевого населення та товарів між колоністами), але також оголошували всі американські землі його власними, а усе автохтонне населення його підданими.
Коли в травні 1493 року Папа Олександр VI видавав буллу Inter caetera, якою гарантував надання нових земель Королівству Іспанії, взамін він вимагав євангелізації місцевого населення. Таким чином, під час другої подорожі Колумба бенедиктинські ченці супроводжували його разом з іншими дванадцятьма священиками. Оскільки рабство було заборонене серед християн, і могло накладатися на нехристиянських військових полонених або людей, що вже були продані рабами, дебати про християнізацію точилися впродовж всього 16 століття. 1537 року папська булла Sublimis Deus визнавала, що корінні американці мають душу, що забороняло їхнє поневолення, але не припинило дебатів. Дехто стверджував, що місцевий, який повстав, а потім був схоплений, міг все ж стати рабом. Процес християнізації мав спочатку насильницький характер: коли перші францисканці прибули до Мексики у 1524 році, вони спалили місця поклоніння язичників, відчуживши значну частину місцевого населення. У 1530-х роках вони розпочали адаптацію християнства до місцевих звичаїв, в тому числі будівництво нових церков на місцях стародавніх культових споруд, що призвело до суміші християнства Старого Світу з місцевими релігіями. Іспанська Римо-Католицька церква, потребуючи праці корінного населення та співпраці з ним, проповідувала кечуа, науатль, гуарані та іншими індіанськими мовами, що сприяло поширенню корінних мов. 1523 року Фрей Педро де Ганте заснував одну з перших шкіл для корінних американців.
Щоб винагородити війська, конкістадори часто виділяли індіанські міста своїм солдатам. В деяких місцях були введені чорношкірі африканські раби для заміни роботи корінних американців, особливо у Вест-Індії, де корінне населення на багатьох островах наближалося до зникнення.
За цей час португальці поступово перейшли від первісного плану заснування торгових пунктів до обширної колонізації території сучасної Бразилії. Вони завезли мільйони рабів для роботи на своїх плантаціях.
Португальський та іспанський королівські уряди сподівалися правити цими поселеннями та збирати не менше 20 % усіх скарбів (5-та частина королю, яку збирав Каса-де-Контратасьон), які коли-небудь знаходили, окрім збору всіх видів податків. До кінця 16-го ст. американське срібло складало одну п'яту загального бюджету Іспанії. У 16 столітті приблизно 240 тис. європейців досягли американських портів.

## Колонізація Південної і Центральної Америки в XV—XVII століттях
Див. також Золото та срібло Іспанської Америки

Територіальні зміни в Центральній Америці з 1700 року

Територіальні зміни в Південній Америці з 1700

- 1499 — Амеріго Веспуччі і Алонсо де Хойєда досягають гирла Амазонки
- 1502 — Веспуччі, після другої подорожі остаточно приходить до висновку, що Американський континент не є частиною Індії
- 1513 — Після 25-денного переходу джунглями Васько Нуньєс де Бальбоа перетинає Панамський перешийок і вперше виходить до тихоокеанського узбережжя Америки.
- 1513 — Хуан Понсе де Леон, вирушає на пошуки легендарного фонтану вічної юності. Зазнавши невдачі в досягненні об'єкта пошуків, він проте виявляє родовища золота. Дає ім'я півострову Флорида і оголошує його іспанським володінням.
- 1519 — Фернандо Кортес входить в Теночтітлан, захоплює Імператора Монтесуму II починаючи тим самим завоювання імперії Ацтеків. Його тріумф приводить до 300-річної іспанської влади в Мексиці і Центральній Америці.
- 1522 — Паскуаль де Андогойя відкриває Перу.
- 1523 — Іспанія засновує постійну військову базу і поселення на Ямайці
- 1531 — Франсисько Пісарро, вторгається до Перу, знищує тисячі аборигенів і підкорює Імперію Інків, найпотужнішу державу південноамериканських індіанців. Величезна кількість інків гине від занесеної іспанцями вітрянки.
- 1536 — Іспанські поселенці засновують Буенос-Айрес, проте через п'ять років вимушені покинути місто під натиском індіанців.
- 1538 — Заснування Боготи.
- 1539 — В Мехіко відкривається перша друкарня в Новому Світі.
- 1540 — Відкриття Великого каньйону.
- 1541 — Ернандо де Сото досягає берегів Міссісіпі.
- 1551 — Перші університети засновані в Лімі і Мехіко
- 1565 — Заснування Сент-Огастіна — першого поселення європейців на території сучасних Сполучених Штатів
- 1567 — Заснування Ріо-де-Жанейро
- 1580 — Повторне заснування Буенос-Айресу
- 1605 — (1609 за деякими джерелами) заснування Санта-Фе, столиці іспанської колонії Нью-Мексико (нині штат США)

## Колонізація Північної Америки (XVII—XVIIIст.)

Територіальні зміни в Північній Америці з 1750

До середини XVI-го століття домінування Іспанії на американському континенті було майже абсолютним, колоніальні володіння, що тягнулися від мису Горн до Нью-Мексико, приносили величезні доходи королівській казні. Спроби інших європейських держав заснувати колонії в Америці не увінчалися помітними успіхами..
Але в той же час почав змінюватися баланс сил в Старому Світі: королі витрачали потоки срібла і золота, що йдуть з колоній, і мало цікавилися господарством метрополії, яке під тягарем неефективного, корумпованого адміністративного апарату, засилля клерикалізму і відсутності стимул-реакцій до модернізації стало дедалі більше відставати від економіки Англії, що швидко розвивалася.
Іспанія поступово втрачала статус головної європейської наддержави і владичиці морів. Багаторічна війна в Нідерландах, величезні кошти, що витрачались на боротьбу з Реформацією в усій Європі, конфлікт з Англією прискорили занепад Іспанії.
Останньою краплею стала загибель Непереможної Армади в 1588 році. Після того, як англійські адмірали, а більшою мірою жорстокий шторм розгромили найкрупніший флот того часу, Іспанія відійшла в тінь, ніколи більше не оправившись від цього удару.
Лідерство в «естафеті» колонізації перейшло до Англії, Франції і Голландії.

### Колонії Англії
У 1585 і 1587 роках сер Волтер Релі за наказом Королеви Англії Єлизавети I зробив дві спроби заснувати постійне поселення в Північній Америці. Розвідувальна експедиція досягла американського берега в 1584 році, і назвала відкрите узбережжя Вірджинія (англ. Virginia — «Невинна») на честь «королеви-діви» Єлизавети I, що ніколи не виходила заміж. Обидві спроби закінчилися невдачею — перша колонія, заснована на острові Роанок недалеко від узбережжя Вірджинії, виявилася на межі загибелі через атаки індіанців і нестачі запасів та була евакуйована сером Френсісом Дрейком у квітні 1587 року. У липні того ж року на острів висадилася друга експедиція колоністів, чисельністю 117 осіб. Планувалося, що навесні 1588 року в колонію прибудуть кораблі із спорядженням і продовольством. Проте з різних причин експедиція постачання затрималася майже на півтора року. Коли вона прибула на місце, всі споруди колоністів були в цілості, проте жодних слідів людей, за винятком останків однієї людини знайдено не було. Точна доля колоністів не встановлена до цього дня..

#### Заселення Вірджинії. Джеймстаун

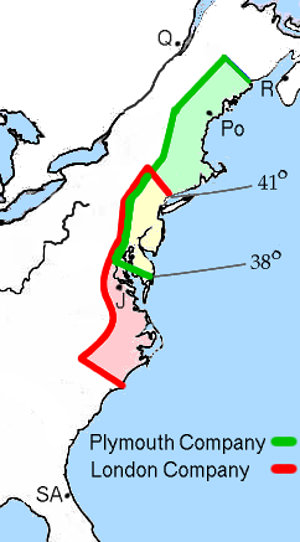

На початку XVII століття в справу вступив приватний капітал. 1605 року відразу дві акціонерні компанії отримали від короля Якова I ліцензії на заснування колоній у Вірджинії. Слід враховувати, що у той час терміном «Вірджинія» позначалася вся територія північноамериканського континенту. Перша з компаній «Лондонська Вірджинська компанія (англ. Virginia Company of London)» отримала права на південну, друга «Плімутська компанія (англ. Plymouth Company)» на північну частину континенту. Попри те, що офіційно обидві компанії проголошували основною метою поширення християнства, отримана ліцензія дарувала їм право «шукати і добувати всіма способами золото, срібло і мідь».
20 грудня 1606 року, колоністи відправилися в плавання на борту трьох суден і після важкого, майже п'ятимісячного плавання, під час якого декілька десятків померли з голоду і хвороб в травні 1607 року досягли Чезапікської бухти.
Протягом наступного місяця ними був побудований дерев'яний форт, названий на честь короля Форт Джеймс (англійська вимова імені Яків). Пізніше форт був перейменований на Джеймстаун—перше постійне британське поселення в Америці..
Офіційна історіографія США вважає Джеймстаун колискою країни, історія поселення і його лідера — капітана Джона Сміта, висвітлена в багатьох серйозних дослідженнях і художніх творах. Останні, як правило, ідеалізують історію міста і першопроходців, що населяли його (наприклад популярний мультфільм Покахонтас). Насправді перші роки колонії були надзвичайно важкими, в голодну зиму 1609—1610 рр. з 500 колоністів в живих залишилося не більше 60, і, за деякими свідоцтвами ті, що вижили були вимушені вдатися до канібалізму, щоб пережити голод.

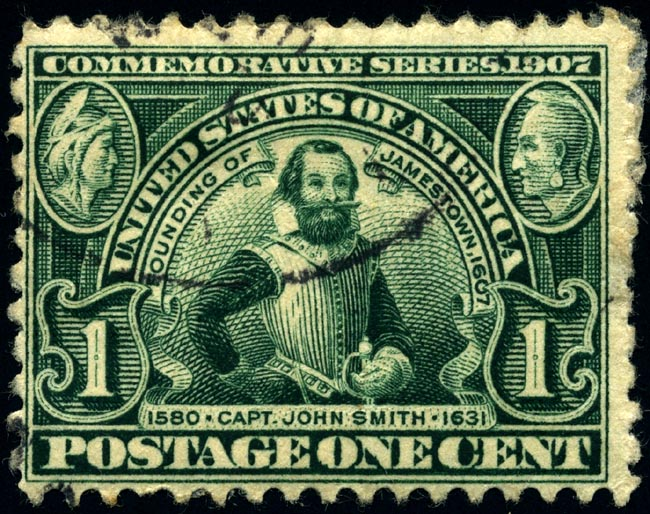
Американська марка випущена до трьохсотліття заснування Джеймстауну

У подальші роки, коли питання фізичного виживання вже не стояло настільки гостро, двома найважливішими проблемами були напружені стосунки з індіанцями і економічна доцільність існування колонії. На розчарування акціонерів «Лондонської Вірджинської Компанії» ні золота, ні срібла колоністами знайдено не було, і основним товаром на експорт була корабельна деревина. Попри те, що цей товар мав певний попит в метрополії, яка порядком виснажила свої ліси, прибуток, як і від інших спроб господарської діяльності, був мінімальний..
Ситуація змінилась в 1612 році, коли фермерові і землевласникові Джону Рольфу вдалося схрестити місцевий сорт тютюну, вирощуваного індіанцями з сортами завезеними з Бермудських островів. гібриди, були добре пристосовані до клімату Вірджинії і в той же час відповідали смакам англійських споживачів. Колонія придбала джерело надійного доходу і на довгі роки тютюн став основою економіки і експорту Вірджинії а словосполуки «Вірджинський тютюн», «суміш Вірджинії» уживаються як характеристики тютюнових виробів і до цього дня. Через п'ять років експорт тютюну склав 20000 фунтів, ще через рік він був подвоєний, а у 1629 році досяг 500000 фунтів. Джон Рольф надав ще одну послугу колонії: у 1614 році йому вдалося домовитися про мир з місцевим індіанським вождем. Мирний договір скріпляв шлюб між Рольфом і дочкою вождя Покахонтас.
У 1619 році сталися дві події що зробили істотний вплив на всю подальшу історію США. Цього року губернатор Джон Ярдлі ухвалив рішення передати частину влади Раді Бюргерів, заснувавши тим самим перші в Новому Світі виборні законодавчі збори. Перше засідання ради відбулося 30 липня 1619 року.. У тому ж році колоністами була придбана невелика група африканців ангольського походження. Хоча формально вони не були рабами, а мали тривалі контракти без права розірвання, з цієї події прийнято відлічувати історію рабовласництва в Америці..
У 1622 році майже чверть населення колонії була знищена повсталими індіанцями. 1624 року ліцензія Лондонської Компанії, справи якої прийшли до занепаду, була відкликана, і відтоді Вірджинія стає королівською колонією. Губернатор призначався королем, проте рада колонії зберегла значні повноваження.

#### Хронологія заснування англійських колоній
1. 1607 — Вірджинія (Джеймстаун)
2. 1620 — Массачусетс (Плімут)
3. 1626 — Нью-Йорк
4. 1633 — Мериленд
5. 1636 — Род-Айленд
6. 1636 — Коннектикут
7. 1638 — Делавер
8. 1638 — Нью-Гемпшир
9. 1653 — Північна Кароліна
10. 1663 — Південна Кароліна
11. 1664 — Нью-Джерсі
12. 1682 — Пенсільванія
13. 1732 — Джорджія

### Французькі колонії
До 1713 року Нова Франція досягла найбільших своїх розмірів. Вона включала п'ять провінцій:
- Канада (південна частина сучасної провінції Квебек), розділена своєю чергою на три «уряди»: Квебек, Три Ріки (фр. Trois-Rivières), Монреаль і залежна територія Pays d'en Haut, що включала сучасні канадські і американські регіони Великих Озер з яких порти Поншартран (Детройт) (фр. Pontchartrain) і Мішийімакинак (фр. Michillimakinac) були практично єдиними центрами французького заселення після руйнування Гуронії.
- Акадія (сучасна Нова Шотландія і Нью-Брансуїк).
- Гудзонова затока (сучасна Канада)
- Новая Земля
- Луїзіана (центральна частина США, від Великих Озер до Нового Орлеану), поділена на два адміністративних регіони: Нижня Луїзіана і Іллінойс (фр. le Pays des Illinois).

## Хвороби і зменшення кількості населення
Європейський і азійський спосіб життя, що мав тривалу історію спільного тісного співіснування людей і одомашнених тварин, наприклад, корів, свиней, овець, кіз, коней, а також різноманітної одомашненої птиці, призвів до невідомих епідемій в Америці. Таким чином великомасштабні контакти з європейцями після 1492 призвели до нових хвороб корінного населення Північної і Південної Америки. Епідемії віспи (1518, 1521, 1525, 1558, 1589), висипного тифу (1546), грипу (1558), дифтерії (1614) і кору (1618) промайнули, випереджаючи перші контакти з європейцями, вбив за цей період від 10 млн до 20 млн. осіб, до 95 % корінного населення Північної і Південної Америки. Ця втрата населення, культурного хаосу, політичного краху сприяли колонізації земель і завоюванню місцевих цивілізацій.

## Європейські колонії в Америці
Британські
- Британська Америка (1607– 1783)
  - Тринадцять колоній
  - Британська Північна Америка (1783 — 1907)
  - Індіанська резервація (1763—1783)
- Британська Вест-Індія

Колонії Курляндії
- Колонії Курляндії (Тобаго) (1654—1689)

Данська
- Данська Вест-Індія (1754—1917)
- Гренландія (1814 — до сьогодні)

Голландська
- Нові Нідерланди (1609—1667)
- Ессекібо (1616—1815)
- Голландські Віргінські острови (1625—1680)
- Бербіс (1627—1815)
- Новий Вальхерен (1628—1677)
- Голландська Бразилія (1630—1654)
- Померун (1650—1689)
- Кайєн (1658—1664)
- Демерара (1745—1815)
- Суринам (1667—1954)
- Кукакао та залежні території (1634—1954)
- Малі Антильські острови: Сен-Мартен, Саба, Сінт-Естатіус (1636—1954)

Французька
- Нова Франція (1604—1763)
  - Акаді (1604—1713)
  - Канада, Нова Франція (1608—1763)
  - Французька Луїзіана (1699—1763, 1800—1803)
  - Ньюфаундленд (1662—1713)
  - Іль-Руайяль (1713—1763)
- Французька Гвіана (1763-до сьогодні)
- Французька Вест Індія
- Сан-Домінго (1659—1804, сьогодні Гаїті)
- Тобаго
- Віргінські острови
- Арктична Франція (1555—1567)
- Екваторіальна Франція (1612—1615)

Португальська
- Колоніальна Бразилія (1500—1815) стала Сполученим королівством Португалії, Бразилії і Алгарве
- Сісплятіна (1808—1822, сьогодні Уругвай)
- Барбадос (1536—1620)
- Французька Гвіана (1809—1817)

Російська
- Російська Америка (сьогодні Аляска, 1799—1867)

Іспанська
- Куба (до 1898)
- Нова Гранада (1717—1819)
  - Генерал-капітанство Венесуела
- Нова Іспанія (1535—1821)
- Перу (1542—1824)
- Пуерто-Рико (до 1898)
- Ріо-де-ла-Плата (1776—1814)
- Санто-Домінго (останнє правління Іспанії 1861—1865)

Шведська
- Нова Швеція (1638—1655)
- Сен-Бартелемі (1785—1878)
- Гваделупа (1813—1815)